# Myron karnsi
Myron karnsi (аруйська мангрова змія) — вид змій родини гомалопсових (Homalopsidae). Ендемік Індонезії.

## Поширення і екологія
Аруйські мангрові змії є ендеміками островів Ару. Вони живуть в мангрових лісах.